# 難波幸治
難波 幸治（なんば こうじ、1970年5月10日 - ）は、岡山県玉野市出身の元プロ野球選手（内野手）。

## 来歴
岡山南高では2年春の選抜に出場、1988年度のプロ野球ドラフト会議で日本ハムファイターズより5位指名を受け入団。背番号は45。
プロ1年目の1989年、二軍戦史上初の代打逆転満塁サヨナラホームランを記録するが、一軍での試合出場の機会を得られないまま1992年オフに現役を引退した。
2010年8月16日、神戸市西区伊川谷町のバス停前で女性に対して下半身を露出したとして逮捕された。調べに対して、「二年前の事なのでよく覚えていない」と容疑を否認している。

## 詳細情報

### 年度別打撃成績
- 一軍公式戦出場なし

### 背番号
- 45 （1989年 - 1992年）